# Vanilovník

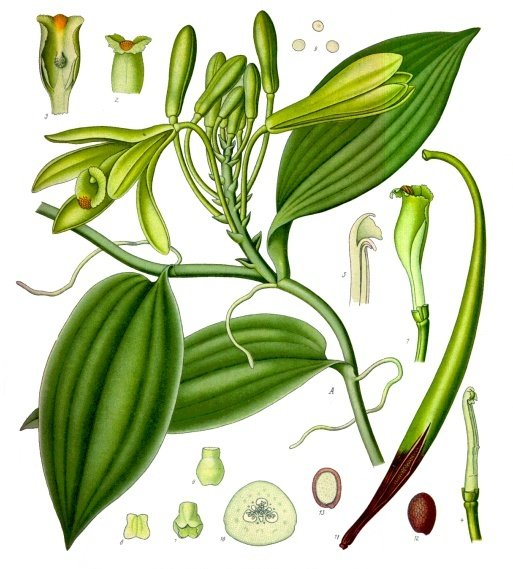
Vanilovník plocholistý na ilustraci z roku 1808

Vanilovník (Vanilla), česky též vanilkovník nebo vanilka, je rod orchidejí a největší rod podčeledi Vanilloideae. Zahrnuje více než 100 druhů, rozšířených v tropické Americe, Africe i Asii. Vanilovníky jsou šplhavé bylinné liány s nápadnými květy. Plody jsou dlouhé a úzké, často nepukavé.
Nejznámějším a hospodářsky nejvýznamnějším druhem je vanilovník plocholistý, pocházející z Mexika a pěstovaný pro známé a ceněné koření, vanilku.

## Původ jména
Jméno Vanilla má původ ve španělštině a je odvozeno od slova vaina (lusk). Původní španělská podoba jména byla vainilla (malý lusk), z ní pak vzniklo označení vanilla.

## Popis
Vanilovníky jsou pozemní nebo poloepifytické orchideje, dorůstající délky až několika metrů. Lodyha je šplhavá, větvená, sukulentní, lysá. Na každém článku stonku je jeden list a jeden šedozelený vzdušný kořen. Listy jsou dvouřadě uspořádané, dužnaté nebo kožovité, krátce řapíkaté nebo přisedlé. Většinou jsou poměrně velké a krátce řapíkaté, u části druhů jsou šupinovité a opadavé. Květenství jsou hroznovitá, s několika až mnoha květy, vyrůstající na krátkých postranních větévkách nebo stopkách. Květy jsou velké a nápadné, krátkověké, přetočené (resupinátní), otevírající se postupně. Kališní i korunní lístky jsou tvarově podobné, volné, rozestálé. Pysk je celistvý nebo laločnatý, přirostlý k bázi sloupku, s podvinutými okraji. Sloupek je podlouhlý a tenký, vepředu často pýřitý. Tyčinka je vrcholová, se 2 nebo 4 měkkými, moučnatými brylkami. Pyl je v monádách. Plod je úzce válcovitý, kožovitý a často nepukavý, v některých zdrojích označovaný jako bobule. Řada druhů má vonné plody. Semena jsou drobná, četná, bezkřídlá.

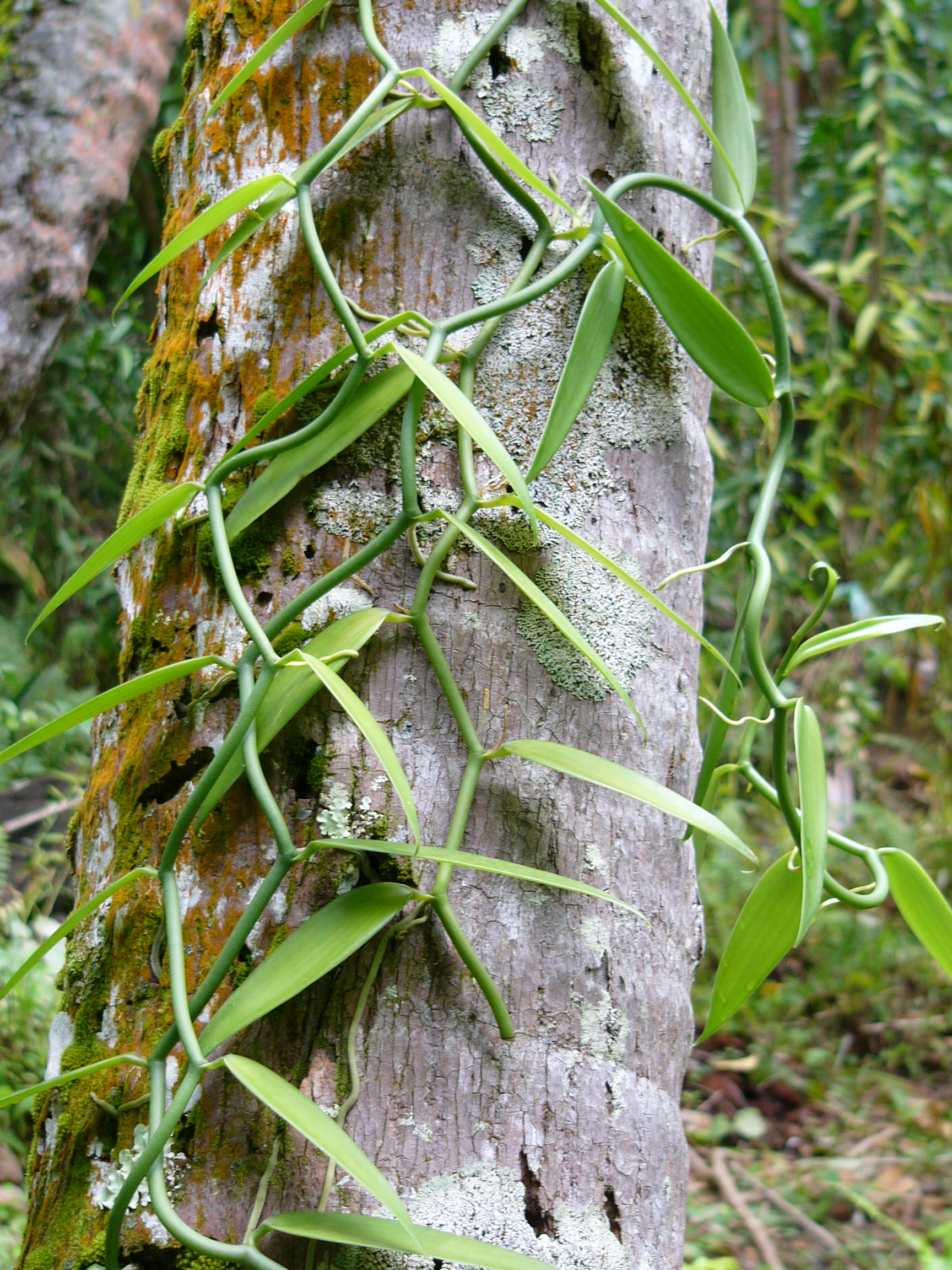
Vanilovník tahitský
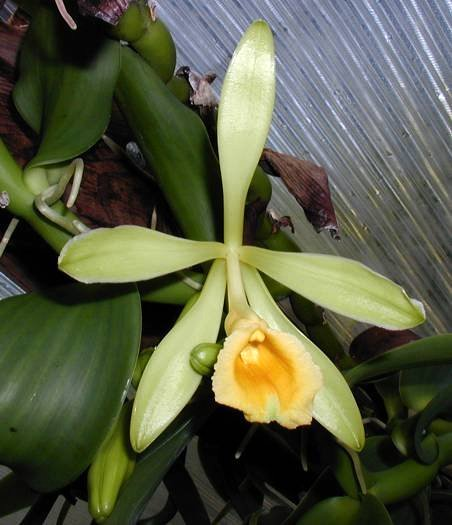
Kvetoucí vanilovník velkokvětý

## Rozšíření
Počet udávaných druhů rodu vanilovník je dosti neustálený a pohybuje se v rozmezí asi 105 až 126 druhů, někdy i méně. Je to dáno mj. tím, že jsou stále popisovány nové druhy a vymezení některých druhů je nejednotné. Rod je zastoupen v tropické Americe, Africe i Asii. Největší počet druhů roste v Americe, odkud je uváděno celkem asi 61 druhů, rozšířených od jižní Floridy a jižního Mexika přes Karibik a Střední Ameriku po Bolívii, Paraguay a severovýchodní Argentinu. Na africké pevnině roste asi 17 druhů v oblasti od rovníkové západní Afriky na východ po Etiopii a na jih po Angolu, Mosambik a KwaZulu-Natal (Vanilla roscheri). Celkem pěti endemickými druhy je zastoupen také na Madagaskaru. V Asii se vyskytuje asi 28 druhů, areál sahá od Indie po jižní Čínu a přes Indočínu a jihovýchodní Asii po Novou Guineu. Centrum druhové diverzity je v Brazílii.

## Ekologické interakce
Většina druhů rodu vanilovník je cizosprašná, neboť pohlavní orgány jsou v květu odděleny strukturou zvanou rostellum, která mechanicky zabraňuje samoopylení. Výjimkou je druh Vanilla palmarum, u něhož ke spontánnímu samoopylení dochází. V Americe jsou květy vanilovníků opylovány zejména robustními včelami rodu Eulaema. Navštěvují je i drobnější druhy zejména z rodů Melipona a Euglossa, ty však nejsou dosti velké k účinnému přenosu pylových brylek na další květ. Protože se včely rodu Eulaema vyskytují pouze v Americe, musejí být vanilovníky na plantážích v jiných částech tropů opylovány ručně.
Semena vanilovníků jsou na rozdíl od převážné většiny ostatních orchidejí šířena zvířaty konzumujícími plody, a nikoliv větrem.

## Taxonomie
Rod Vanilla představuje starou vývojovou linii orchidejí a mnoho druhů má reliktní areály. Je rozdělován do dvou porodů, subgen. Vanilla a subgen. Xanatha. Skládá se z několika monofyletických, morfologicky jasně vymezených linií, které dobře korelují i s biogeografií. Typovým druhem je Vanilla mexicana, popsaný Philipem Millerem v roce 1754, zatímco hospodářsky nejvýznamnější druh Vanilla planifolia byl popsán H. Ch. Andrewsem až v roce 1808.
Rod Vanilla je dle výsledků fylogenetických studií blízce příbuzný s rody
Pseudovanilla, Erythorchis, Cyrtosia a Galeola a tvoří bazální větev této skupiny.

### Vývojové vztahy v rámci roduVanilla
|  | asijské druhy                                                             |
|  |                                                                           |
|  | \| \| karibské bezlisté druhy \| \| \| \| \| \| africké druhy \| \| \| \| |
|  |                                                                           |
|  | karibské bezlisté druhy                                                   |
|  |                                                                           |
|  | africké druhy                                                             |
|  |                                                                           |

|  | karibské bezlisté druhy |
|  |                         |
|  | africké druhy           |
|  |                         |

|  | asijské druhy                                                             |
|  |                                                                           |
|  | \| \| karibské bezlisté druhy \| \| \| \| \| \| africké druhy \| \| \| \| |
|  |                                                                           |
|  | karibské bezlisté druhy                                                   |
|  |                                                                           |
|  | africké druhy                                                             |
|  |                                                                           |

|  | karibské bezlisté druhy |
|  |                         |
|  | africké druhy           |
|  |                         |

|  | asijské druhy                                                             |
|  |                                                                           |
|  | \| \| karibské bezlisté druhy \| \| \| \| \| \| africké druhy \| \| \| \| |
|  |                                                                           |
|  | karibské bezlisté druhy                                                   |
|  |                                                                           |
|  | africké druhy                                                             |
|  |                                                                           |

|  | karibské bezlisté druhy |
|  |                         |
|  | africké druhy           |
|  |                         |

|  | asijské druhy                                                             |
|  |                                                                           |
|  | \| \| karibské bezlisté druhy \| \| \| \| \| \| africké druhy \| \| \| \| |
|  |                                                                           |
|  | karibské bezlisté druhy                                                   |
|  |                                                                           |
|  | africké druhy                                                             |
|  |                                                                           |

|  | karibské bezlisté druhy |
|  |                         |
|  | africké druhy           |
|  |                         |

|  | asijské druhy                                                             |
|  |                                                                           |
|  | \| \| karibské bezlisté druhy \| \| \| \| \| \| africké druhy \| \| \| \| |
|  |                                                                           |
|  | karibské bezlisté druhy                                                   |
|  |                                                                           |
|  | africké druhy                                                             |
|  |                                                                           |

|  | karibské bezlisté druhy |
|  |                         |
|  | africké druhy           |
|  |                         |

|  | asijské druhy                                                             |
|  |                                                                           |
|  | \| \| karibské bezlisté druhy \| \| \| \| \| \| africké druhy \| \| \| \| |
|  |                                                                           |
|  | karibské bezlisté druhy                                                   |
|  |                                                                           |
|  | africké druhy                                                             |
|  |                                                                           |

|  | karibské bezlisté druhy |
|  |                         |
|  | africké druhy           |
|  |                         |

|  | asijské druhy                                                             |
|  |                                                                           |
|  | \| \| karibské bezlisté druhy \| \| \| \| \| \| africké druhy \| \| \| \| |
|  |                                                                           |
|  | karibské bezlisté druhy                                                   |
|  |                                                                           |
|  | africké druhy                                                             |
|  |                                                                           |

|  | karibské bezlisté druhy |
|  |                         |
|  | africké druhy           |
|  |                         |

|  | asijské druhy                                                             |
|  |                                                                           |
|  | \| \| karibské bezlisté druhy \| \| \| \| \| \| africké druhy \| \| \| \| |
|  |                                                                           |
|  | karibské bezlisté druhy                                                   |
|  |                                                                           |
|  | africké druhy                                                             |
|  |                                                                           |

|  | karibské bezlisté druhy |
|  |                         |
|  | africké druhy           |
|  |                         |

|  | asijské druhy                                                             |
|  |                                                                           |
|  | \| \| karibské bezlisté druhy \| \| \| \| \| \| africké druhy \| \| \| \| |
|  |                                                                           |
|  | karibské bezlisté druhy                                                   |
|  |                                                                           |
|  | africké druhy                                                             |
|  |                                                                           |

|  | karibské bezlisté druhy |
|  |                         |
|  | africké druhy           |
|  |                         |

|  | asijské druhy                                                             |
|  |                                                                           |
|  | \| \| karibské bezlisté druhy \| \| \| \| \| \| africké druhy \| \| \| \| |
|  |                                                                           |
|  | karibské bezlisté druhy                                                   |
|  |                                                                           |
|  | africké druhy                                                             |
|  |                                                                           |

|  | karibské bezlisté druhy |
|  |                         |
|  | africké druhy           |
|  |                         |

|  | asijské druhy                                                             |
|  |                                                                           |
|  | \| \| karibské bezlisté druhy \| \| \| \| \| \| africké druhy \| \| \| \| |
|  |                                                                           |
|  | karibské bezlisté druhy                                                   |
|  |                                                                           |
|  | africké druhy                                                             |
|  |                                                                           |

|  | karibské bezlisté druhy |
|  |                         |
|  | africké druhy           |
|  |                         |

|  | asijské druhy                                                             |
|  |                                                                           |
|  | \| \| karibské bezlisté druhy \| \| \| \| \| \| africké druhy \| \| \| \| |
|  |                                                                           |
|  | karibské bezlisté druhy                                                   |
|  |                                                                           |
|  | africké druhy                                                             |
|  |                                                                           |

|  | karibské bezlisté druhy |
|  |                         |
|  | africké druhy           |
|  |                         |

|  | asijské druhy                                                             |
|  |                                                                           |
|  | \| \| karibské bezlisté druhy \| \| \| \| \| \| africké druhy \| \| \| \| |
|  |                                                                           |
|  | karibské bezlisté druhy                                                   |
|  |                                                                           |
|  | africké druhy                                                             |
|  |                                                                           |

|  | karibské bezlisté druhy |
|  |                         |
|  | africké druhy           |
|  |                         |

|  | asijské druhy                                                             |
|  |                                                                           |
|  | \| \| karibské bezlisté druhy \| \| \| \| \| \| africké druhy \| \| \| \| |
|  |                                                                           |
|  | karibské bezlisté druhy                                                   |
|  |                                                                           |
|  | africké druhy                                                             |
|  |                                                                           |

|  | karibské bezlisté druhy |
|  |                         |
|  | africké druhy           |
|  |                         |

|  | asijské druhy                                                             |
|  |                                                                           |
|  | \| \| karibské bezlisté druhy \| \| \| \| \| \| africké druhy \| \| \| \| |
|  |                                                                           |
|  | karibské bezlisté druhy                                                   |
|  |                                                                           |
|  | africké druhy                                                             |
|  |                                                                           |

|  | karibské bezlisté druhy |
|  |                         |
|  | africké druhy           |
|  |                         |

|  | asijské druhy                                                             |
|  |                                                                           |
|  | \| \| karibské bezlisté druhy \| \| \| \| \| \| africké druhy \| \| \| \| |
|  |                                                                           |
|  | karibské bezlisté druhy                                                   |
|  |                                                                           |
|  | africké druhy                                                             |
|  |                                                                           |

|  | karibské bezlisté druhy |
|  |                         |
|  | africké druhy           |
|  |                         |

## Zástupci
- vanilovník plocholistý (Vanilla planifolia)
- vanilovník tahitský (Vanilla × tahitensis, V. planifolia × odorata)
- vanilovník velkokvětý (Vanilla pompona)[1][15]

## Význam
Hospodářsky nejvýznamnější druh je vanilovník plocholistý, pocházející z jižního Mexika. Jeho fermentované a sušené plody jsou ceněné koření – vanilka. Vyrábějí se z nich též extrakty a esenciální oleje a jsou zdrojem čistého vanilinu. Vanilka je využívána v potravinářství, parfumerii a aromaterapii. V menším rozsahu se pěstují i některé jiné druhy, které však poskytují méně kvalitní koření. Patří mezi ně v první řadě vanilovník tahitský, kříženec vanilovníku plocholistého s druhem Vanilla odorata, pocházejícím z tropické Střední a Jižní Ameriky. Jako přírodní náhrada pravé vanilky jsou někdy využívány plody vanilovníku velkokvětého.
Některé druhy jsou pěstovány ve sklenících botanických zahrad a ve specializovaných sbírkách orchidejí. Větší počet druhů je uváděn ze sbírek Pražské botanické zahrady v Tróji.

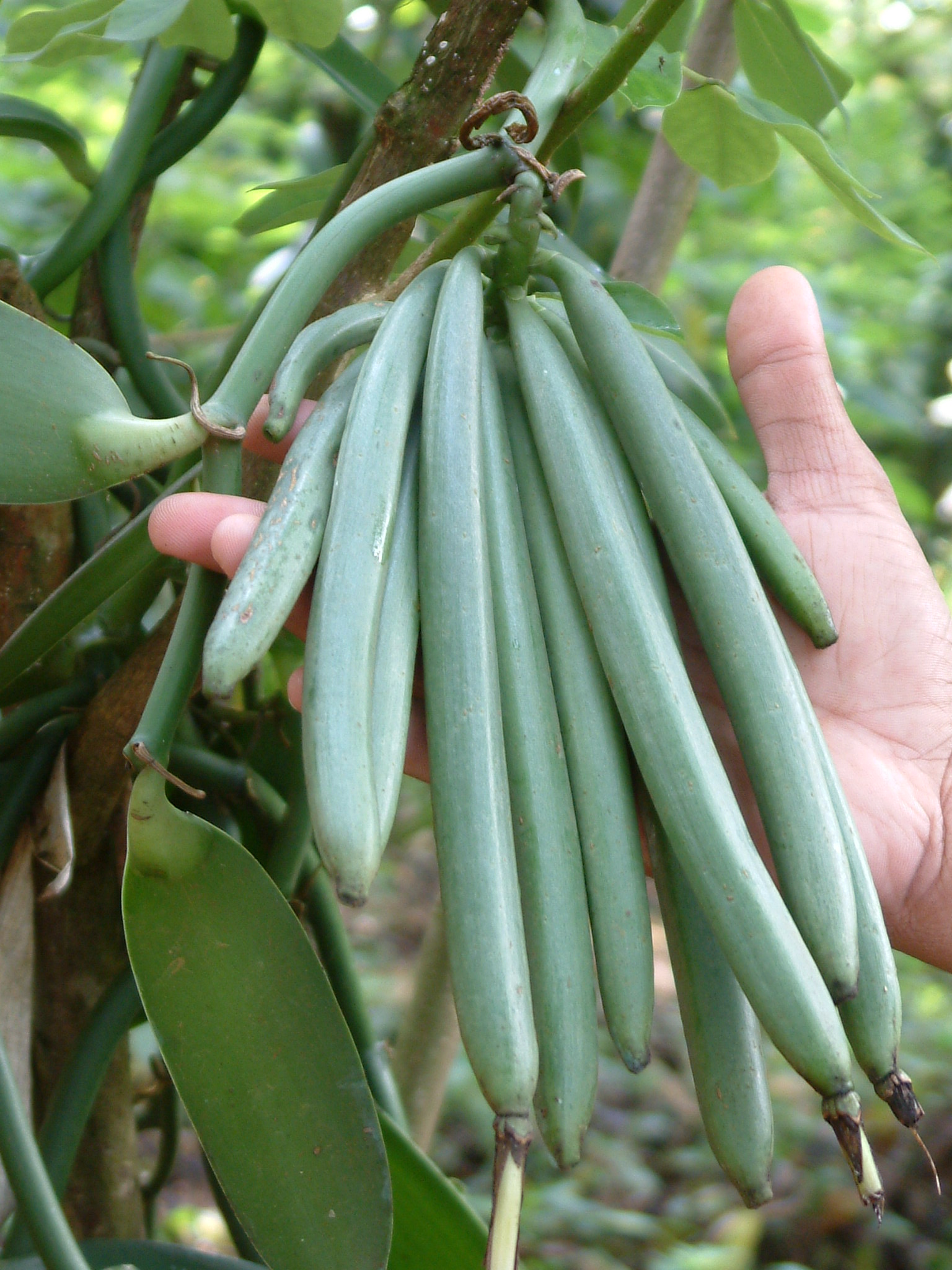
Nedozrálé plody vanilovníku plocholistého
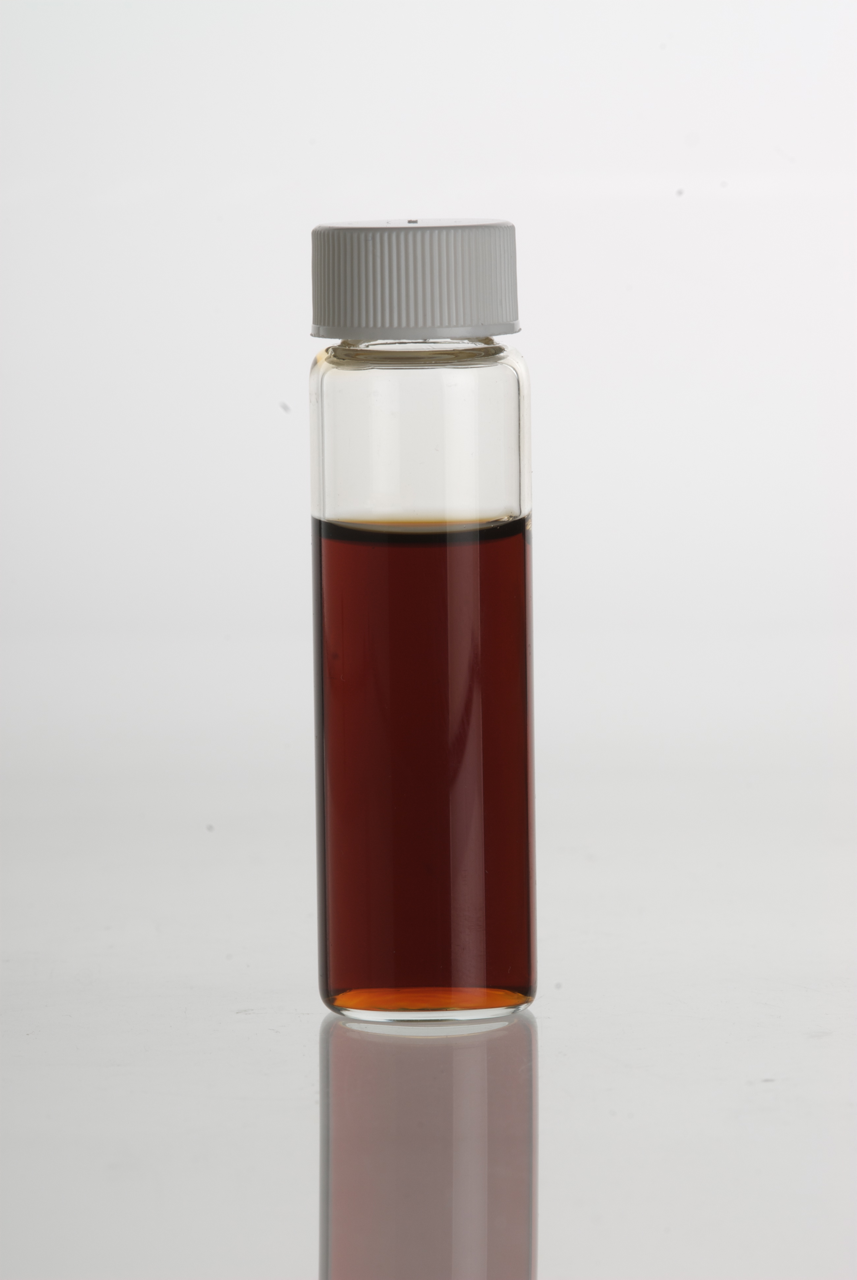
Extrakt z vanilky